# Campeonato Chileno de Futebol de 1979
O Campeonato Chileno de Futebol de 1979 (oficialmente Campeonato Nacional de Fútbol Profesional de la Primera División de Chile) foi a 47ª edição do campeonato do futebol do Chile. Os clubes jogam todos contra todos. Os dois últimos colocados são rebaixados diretamente para a Campeonato Chileno de Futebol - Segunda Divisão, enquanto os dois antepenúltimos jogam uma ligilla de rebaixamento com o 3º e 4º lugares da Primera B, onde os dois primeiros ascendem e os outros dois são rebaixados. O campeão e o ganhador da ligilla entre 2º ao 5º lugar se classificam para a Copa Libertadores da América de 1980.

## Participantes
| Equipe                                        | Cidade        | Região                           | No ano anterior                                                     | Estádio                                       | Capacidade | Títulos                                     | Participações |
| --------------------------------------------- | ------------- | -------------------------------- | ------------------------------------------------------------------- | --------------------------------------------- | ---------- | ------------------------------------------- | ------------- |
| Club Social y Deportivo Colo-Colo             | Ñuñoa         | Região Metropolitana de Santiago | Sexto Lugar                                                         | Estádio Nacional de Chile                     | 55.100     | 11 (Último em 1972)                         | 47            |
| Club Universidad de Chile                     | Santiago      | Região Metropolitana de Santiago | Sétimo Lugar                                                        | Estádio Nacional de Chile                     | 55.100     | 7 (1940, 1959, 1962,1964, 1965, 1967, 1969) | 42            |
| Unión Española                                | Independencia | Região Metropolitana de Santiago | Quarto Lugar                                                        | Estádio Santa Laura                           | 22.375     | 5 (1943, 1951, 1973, 1975, 1978)            | 46            |
| Green Cross-Temuco                            | Temuco        | Região de Araucanía              | Décimo Terceiro Lugar                                               | Estádio Municipal Germán Becker               | 20.930     | 0 (não possui)                              | 15            |
| Club Social y de Deportes Concepción          | Concepción    | Região de Bío-Bío                | Décimo Lugar                                                        | Estádio Municipal de Concepción               | 35.000     | 0 (não possui)                              | 12            |
| Club de Deportes Lota Schwager                | Coronel       | Região de Bío-Bío                | Décimo Primeiro Lugar                                               | Estádio Municipal Federico Schwager           | 18.500     | 0 (não possui)                              | 10            |
| Club Deportivo Palestino                      | La Cisterna   | Região Metropolitana de Santiago | Campeão                                                             | Estádio Santa Laura                           | 22.375     | 2 (1955, 1978)                              | 25            |
| Club de Deportes Aviación                     | El Bosque     | Região Metropolitana de Santiago | Oitavo Lugar                                                        | Estádio Reinaldo Martín Müller                | 22.375     | 0 (não possui)                              | 6             |
| Corporación Deportiva Everton de Viña del Mar | Viña del Mar  | Província de Valparaíso          | Quinto Lugar                                                        | Estádio Sausalito                             | 25.000     | 3 (1950, 1952, 1976)                        | 34            |
| Corporación Club de Deportes Santiago Morning | Independencia | Região Metropolitana de Santiago | Décimo Quarto Lugar                                                 | Estádio Santa Laura                           | 22.375     | 1 (1942)                                    | 36            |
| Club Deportivo Universidad Católica           | Las Condes    | Região Metropolitana de Santiago | Nono Lugar                                                          | Estádio Independência                         | 13.500     | 4 (1949, 1954, 1961, 1966)                  | 38            |
| Audax Club Sportivo Italiano                  | La Florida    | Região Metropolitana de Santiago | Décimo Segundo Lugar                                                | Estádio Santa Laura                           | 22.375     | 4 (1936, 1946, 1948, 1957)                  | 42            |
| Club Deportivo Ñublense                       | Chillán       | Região de Bío-Bío                | Décimo Quinto Lugar                                                 | Estádio Bicentenário Municipal Nelson Oyarzún | 12.000     | 0 (não possui)                              | 3             |
| O'Higgins Fútbol Club                         | Rancagua      | Região de O'Higgins              | Terceiro Lugar                                                      | Estádio El Teniente                           | 14.550     | 0 (não possui)                              | 23            |
| Club de Deportes Coquimbo Unido               | Coquimbo      | Região de Coquimbo               | Décimo Sexto Lugar                                                  | Estádio La Pampilla                           | ---        | 0 (não possui)                              | 6             |
| Club de Deportes Cobreloa                     | Calama        | Região de Antofagasta            | Vice Campeão                                                        | Estádio Municipal de Calama                   | 12.000     | 0 (não possui)                              | 2             |
| Club de Deportes Santiago Wanderers           | Valparaíso    | Região de Valparaíso             | Acesso pelo Campeonato Chileno de Futebol de 1978 - Segunda Divisão | Estádio Elías Figueroa Brander                | 23.000     | 2 (1958, 1968)                              | 34            |
| Club Deportivo y Social Naval                 | Talcahuano    | Região de Bío-Bío                | Acesso pelo Campeonato Chileno de Futebol de 1978 - Segunda Divisão | Estádio El Morro                              | 7.152      | 0 (não possui)                              | 6             |

## Campeão
| Campeão Chileno 1979                                           |
| -------------------------------------------------------------- |
| Club Social y Deportivo Colo-Colo (Ñuñoa) (12º título) Campeão |